# Gare de Takedao
La gare de Takedao (武田尾駅, Takedao-eki) est une gare ferroviaire située dans la ville de Takarazuka, dans la préfecture de Hyōgo au Japon. La gare est exploitée par la compagnie JR West,sur la ligne Fukuchiyama/Ligne JR Takarazuka.L’utilisation de la carte ICOCA est valable dans cette gare.

## Disposition des quais
La gare de Takedao est une gare disposant de deux quais et de deux voies.

| N° de voie | Ligne           | Direction           |
| ---------- | --------------- | ------------------- |
| 1          | ▆ JR Takarazuka | Sasayamaguchi/Sanda |
| 2          | ▆ JR Takarazuka | Takarazuka/Osaka    |

## Gares/Stations adjacentes
| JR West               |                                            |                                            |                                            |                     |
| Direction Fukuchiyama | Ligne de Fukuchiyama (Ligne JR Takarazuka) | Ligne de Fukuchiyama (Ligne JR Takarazuka) | Ligne de Fukuchiyama (Ligne JR Takarazuka) | Direction Amagasaki |
| Dōjō                  |                                            | Local 普通                                 |                                            | Nishinomiya-Najio   |